# Конвенция о международной ответственности за ущерб, причинённый космическими объектами
Конвенция о международной ответственности за ущерб, причинённый космическими объектами —  межправительственный документ, подписанный Великобританией, Соединёнными Штатами Америки и СССР в 1972 году, который расширяет Договор о космосе 1967 года. 

Целью подписания конвенции является введение эффективных международных правил и процедур относительно ответственности за ущерб, причинённый космическими объектами, и обеспечения, в частности, безотлагательной выплаты на основании её положений жертвам такого ущерба.